# Jón Gunnarsson

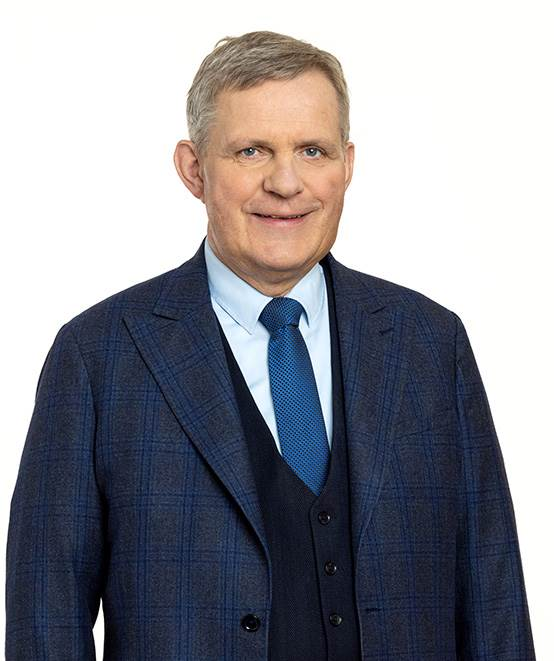
Jón Gunnarsson, 2023

Jón Gunnarsson (* 21. September 1956 in Reykjavík) ist ein isländischer Politiker der Unabhängigkeitspartei. Vom 28. November 2021 bis 18. Juni 2023 war er isländischer Justizminister. Zuvor war er von Januar bis November 2017 Minister für Verkehr und Kommunen im damaligen isländischen Innenministerium, das auf zwei Ressorts aufgeteilt war. Dem isländischen Parlament Althing gehört er seit 2007 an.

## Leben
Jón Gunnarsson war als Landwirt und im Anzeigen- und Vertriebswesen isländischer Medien tätig; von 1994 bis 2004 betrieb er mit seiner Frau ein Importunternehmen. Von 2005 bis 2007 war Jón Gunnarsson Geschäftsführer der isländischen Rettungsorganisation ICE-SAR (Slysavarnafélagið Landsbjörg).
Seit 2007 ist Jón Gunnarsson Abgeordneter des isländischen Parlaments Althing für den Südwestlichen Wahlkreis. Er gehörte verschiedenen parlamentarischen Ausschüssen an und war unter anderem Vorsitzender der isländischen Delegation in der Konferenz der Parlamentarier der Arktisregion. Mit Stand Anfang 2017 gehörte er dem Ausschuss für Justizangelegenheiten und Bildung an. Seit dem 11. Januar 2017 war Jón Gunnarsson Minister für Verkehr und Kommunen im Kabinett Bjarni Benediktsson (2017), das aus Mitgliedern der Unabhängigkeitspartei sowie der Parteien Viðreisn und Björt framtíð bestand.  Er hatte zusammen mit Justizministerin Sigríður Á. Andersen die Nachfolge von Innenministerin Ólöf Nordal angetreten, deren Ministerium damit auf zwei Ressorts aufgeteilt worden war. Sein Nachfolger im Kabinett Katrín Jakobsdóttir I war Sigurður Ingi Jóhannsson.
Im Kabinett Katrín Jakobsdóttir II, das am 28. November 2021 als Fortführung der bestehenden Koalition gebildet wurde, wurden die Ministerien teilweise restrukturiert und umbenannt und die Ministerposten neu vergeben. Nach ersten Meldungen sollte das am 30. April 2017 gänzlich in ein Justizministerium und ein Ministerium für Verkehr und Kommunen aufgeteilte und damit aufgelöste Innenministerium aus dem Justizministerium neu gebildet werden; Jón Gunnarsson wurde anfänglich als Innenminister bezeichnet. Anfang Februar 2022 wurde jedoch bekanntgegeben, dass er als Justizminister amtieren werde. Am 19. Juni 2023 wurde er in dieser Position durch Guðrún Hafsteinsdóttir abgelöst und damit eine anlässlich von Jón Gunnarssons Ernennung 2021 gemachte Ankündigung umgesetzt, wobei Guðrún Hafsteinsdóttir den Posten eigentlich bereits nach 18 Monaten hätte erhalten sollen.
Jón Gunnarssons Amtszeit als Justizminister war von umstrittenen Entscheidungen geprägt, insbesondere die Ausrüstung der isländischen Polizei mit Elektroschockpistolen und die Ausweitung ihrer Überwachungsbefugnisse sowie verschärfte Regeln für Asylbewerber.
Bei der Parlamentswahl 2024 konnte Jón Gunnarsson seinen Sitz im Althing zunächst nicht verteidigen, diesen dann jedoch als erster Nachrücker des zurückgetretenen Bjarni Benediktsson einnehmen.